# Utësy Nekrasova
Koordinaten: 80° 28′ S, 27° 45′ W
Die Utësy Nekrasova (Transliteration von russisch Утёсы Некрасова Utjossy Nekrassowa) sind Kliffs im ostantarktischen Coatsland. Sie ragen im Zentrum der Shackleton Range am Nordrand des Fuchs Dome südöstlich des Petersen Peak auf.
Russische Wissenschaftler benannten sie. Der Namensgeber ist nicht überliefert.